# László Rajcsányi
László Rajcsányi   (Budapest, 16 de febrer de 1907 - Budapest, 5 de setembre de 1992) fou un tirador d'esgrima hongarès, especialista en sabre, que va competir entre les dècades de 1920 i 1950.
El 1936 va prendre part en els Jocs Olímpics d'Estiu de Berlín, on disputà dues proves del programa d'esgrima. Guanyà la medalla d'or en la prova del sabre per equips, mentre en la del sabre individual fou quart. El 1948, als Jocs de Londres, una vegada finalitzada la Segona Guerra Mundial, va guanyar la medalla d'or en la prova del sabre per equips i el 1952, a Hèlsinki, guanyà una tercera medalla d'or en la prova de sabre per equips.
En el seu palmarès també destaquen nou medalles al Campionat del Món d'esgrima, sis d'or i tres de bronze, entre les edicions de 1933 i 1953. També guanyà deu campionat d'Hongria de sabre, vuit individuals i dos per equips.